# 少年衛斯理
《少年衛斯理》是衛斯理系列的小說，由香港科幻小說作家倪匡所寫，系列編號000，並沒有正式編入系列。故事主要描述衛斯理少年時與美女同學祝香香的冒險。後續作品為《天外桃源》。
《少年衛斯理》這故事是在中後期(1990年)寫的，內容但反而是追溯到衛斯理故事最早的時代，講述衛斯理少年的時期。故事以一個美女同學祝香香以及衛斯理的武術師傅王天兵為引子。從這兩者牽扯出外星人的故事。曾在倪匡之子倪震出版的Yes!雜誌中連載。

## 故事大綱
這本書的一個特色是，它其實不是一個長篇故事，而是好幾個短篇故事結合起來的。這本書對整個衛斯理一百四十幾本書，其實有一個算是滿重要的樞紐作用，就是承先啟後。故事引出了一、兩個人物來，在衛斯理的晚期扮演了非常重要的角色。

## 故事內容
其中一個重要人物就是衛斯理的一個堂叔，書裡邊是把他叫作七叔，大概是排行老七(即影射中华人民共和国十大元帥之一的賀龍)。另外還有一個就是衛斯理當年的一個名為鐵蛋(鐵旦)的同學，後來變成了中华人民共和国的一個赫赫有名的將軍。不過在某一場鬥爭之中被鬥倒了，到最後晚年是隱居在德國(影射中华人民共和国十位大将之一的羅瑞卿)。
第一篇故事就滿有味道的，一開始就是說，他有一個可以算是書包吧，裡邊放了很多他那個時候的寶貝。衛斯理從這個箱子裡邊找到了一個紙片，然後紙片裡邊寫了一個算是很罕見的英文字(KATSUTOXIN)(蠍毒)，提及衛斯理少年時因為女同學引誘參加鐵血鋤奸團的往事。然後從這邊又勾起了他一段少年時代的故事，原來衛斯理在少年時代就已經和外星人有所接觸了。他們自稱天兵天將。而他的師傅王天兵也是...?

### 作者想表達的想法
- 《少年衛斯理》亦帶出一個女主角，叫作祝香香，幾乎可以說是衛斯理真正的初戀情人。
- 《少年衛斯理》這本書裡邊有很多重要人物出來了，可是卻有兩個人物沒有出來，也完全沒有提到，但理論上來說，他們應該更重要。應該算是留白。這個留白其實倪匡可以說是從頭到尾，就是衛斯理的父親跟母親。

| 前任者： 無 | 衛斯理系列（按編號） 000 少年衛斯理 | 繼任者： 001 鑽石花 |